# Neorosacea cymbiformis
Neorosacea cymbiformis är en nässeldjursart som först beskrevs av Delle Chiaje 1822.  Neorosacea cymbiformis ingår i släktet Neorosacea och familjen Prayidae. Inga underarter finns listade i Catalogue of Life.